# Albert Trombert
Pour les articles homonymes, voir Trombert.
 (avril 2024).
Si vous disposez d'ouvrages ou d'articles de référence ou si vous connaissez des sites web de qualité traitant du thème abordé ici, merci de compléter l'article en donnant les références utiles à sa vérifiabilité et en les liant à la section « Notes et références ».
 (avril 2024).
La mise en forme du texte ne suit pas les recommandations de Wikipédia : il faut le « wikifier ».
Les points d'amélioration suivants sont les cas les plus fréquents. Le détail des points à revoir est peut-être précisé sur la page de discussion.
- Les titres sont pré-formatés par le logiciel. Ils ne sont ni en capitales, ni en gras.
- Le texte ne doit pas être écrit en capitales (les noms de famille non plus), ni en gras, ni en italique, ni en « petit »…
- Le gras n'est utilisé que pour surligner le titre de l'article dans l'introduction, une seule fois.
- L'italique est rarement utilisé : mots en langue étrangère, titres d'œuvres, noms de bateaux, etc.
- Les citations ne sont pas en italique mais en corps de texte normal. Elles sont entourées par des guillemets français : « et ».
- Les listes à puces sont à éviter, des paragraphes rédigés étant largement préférés. Les tableaux sont à réserver à la présentation de données structurées (résultats, etc.).
- Les appels de note de bas de page (petits chiffres en exposant, introduits par l'outil «  Source ») sont à placer entre la fin de phrase et le point final[comme ça].
- Les liens internes (vers d'autres articles de Wikipédia) sont à choisir avec parcimonie. Créez des liens vers des articles approfondissant le sujet. Les termes génériques sans rapport avec le sujet sont à éviter, ainsi que les répétitions de liens vers un même terme.
- Les liens externes sont à placer uniquement dans une section « Liens externes », à la fin de l'article. Ces liens sont à choisir avec parcimonie suivant les règles définies. Si un lien sert de source à l'article, son insertion dans le texte est à faire par les notes de bas de page.
- La présentation des références doit suivre les conventions bibliographiques. Il est recommandé d'utiliser les modèles {{Ouvrage}}, {{Chapitre}}, {{Article}}, {{Lien web}} et/ou {{Bibliographie}}. Le mode d'édition visuel peut mettre en forme automatiquement les références.
- Insérer une infobox (cadre d'informations à droite) n'est pas obligatoire pour parachever la mise en page.

Pour une aide détaillée, merci de consulter Aide:Wikification.
Si vous pensez que ces points ont été résolus, vous pouvez retirer ce bandeau et améliorer la mise en forme d'un autre article.
Albert Trombert, né le 8 mars 1847 à Colmar (Haut-Rhin) et décédé le 9 septembre 1933 à Paris 10e, est un cadre d'entreprise français. Il est l’auteur de nombreux travaux et publications relatifs à la participation du personnel aux bénéfices.

## Biographie
Il fait ses études en Alsace puis entre en fonctions à la municipalité de Colmar. Lors de la guerre de 1870, il s’engage à Lyon à la première Légion de marche d’Alsace-Lorraine et y reste jusqu’à la paix. Il retourne en Alsace et, après avoir opté pour la nationalité française, il s’installe à Paris. Il sera lieutenant puis capitaine de l’armée territoriale jusqu’en 1900. 
Albans Chaix, fils de Napoléon Chaix, le fait entrer à l’imprimerie familiale le 5 août 1872 en qualité de secrétaire de direction. Il passe au service de la librairie le 1er janvier 1881 et est nommé chef de service le 1er mai 1893, fonction qu’il exercera durant vingt-sept ans. Il sera fait directeur honoraire de la librairie Chaix. 
Il participe à la fondation, en 1879 de la « « Société pour l’étude pratique de la participation du personnel aux bénéfices » » et y côtoie notamment Charles Robert (dont il rédigera la biographie) et Paul Delombre. Il devient le secrétaire de son Conseil d’administration en 1896 et le restera 37 ans jusqu’en 1933. Apres avoir traduit des ouvrages étrangers relatifs à la participation, il écrit en 1892 le « « Guide pratique pour l’application de la participation aux bénéfices », qu’il remanie en 1912 et complètera après. Il sera aussi l’auteur de nombreux autres ouvrages sur cette matière ainsi que de biographies. Entre 1895 et 1913, il est membre et rapporteur de jurys sur les questions se rapportant à la participation. 
Il fait publier entre 1906 et 1914 des ouvrages relatifs à sa province natale.
Après un service funéraire à l’église Saint-Laurent de Paris, il est enterré au cimetière des Batignolles (10ème division) le 13 septembre 1933. Georges Provôt, président du conseil d’administration de l’imprimerie Chaix et membre du comité d’honneur de la Société pour l’étude pratique de la participation du personnel aux bénéfices, prononce un discours. 

## Distinctions
Albert Trombert est titulaire de la médaille commémorative de la guerre 1870-1871. Il est chevalier de la Légion d’honneur en 1900, puis officier en 1927. Il est fait officier de l’Instruction publique en 1896 et reçoit en 1904 la médaille d’honneur du ministère du commerce.
Le 2 décembre 1921, l’Académie des Sciences morales et politiques lui décerne le prix Corbay.

## Publications
- Notes et impressions d’un réserviste, 1878.
- Victor Böhmert, La participation aux bénéfices, guide pratique sur ce mode de rémunération du travail, traduit de l’allemand et mis à jour par Albert Trombert, 1888.
- La participation aux bénéfices : coup d’œil sur les études concernant ce mode de rémunération du travail : introduction à une suite de l’appendice complétant la traduction française de l’ouvrage de M. Victor Böhmert, 1890.
- Guide pratique pour l’application de la participation aux bénéfices, introduction de Charles Robert, 1892, réédition BNF
- L’administration et la Société des eaux thermales de Hammam-Bou-Hadjar, 1895,
- les applications de la participation aux bénéfices, avec une préface de Charles Robert, 1896
- Les institutions de prévoyance des grandes compagnies de chemin de fer, 1899
- Rapport du jury international. Classe 102. Rémunération du travail, participation aux bénéfices, rapport de M Albert Trombert. Exposition internationale de 1900 à Paris, 1901
- Rapport du jury international. Groupe XVI : économie sociale, hygiène, assistance publique, première partie, classes 101 à 103 (classe 101 ; apprentissage, protection de l’enfance ouvrière, rapport du jury international // par Léon Durassier. Classe 102 : rémunération du travail, participation aux bénéfices, rapport // par M. Albert Trombert, 1902
- Rémunération du travail, participation aux bénéfices, rapport de M Albert Trombert. Exposition internationale de 1900 à Paris, 1901
- La participation aux bénéfices en France, d’après une enquête récente : rapport présenté au congrès de l’Alliance coopérative internationale ; 1902 ; réédition BNF
- Congrès international de la participation aux bénéfices, tenu à Paris du 15 au 18 juillet 1900 : procès-verbaux sommaires, 1902 (réédition BNF)
- Souvenirs d’Alsace : caractères et images, 1906
- Souvenirs d'Alsace: caractères et images, 2e édition, 1907
- Edouard Goffinon, (1825-1907) : lecture faite le 4 mai 1907 à l’assemblée générale de la Société pour l’étude de la participation aux bénéfices, 1907,
- Victor Böhmert, La participation aux bénéfices en Allemagne, en Autriche et en Suisse, traduit de l’allemand et mis à jour par Albert Trombert, 1908
- Le Drapeau, 1909
- L’œuvre sociale de Charles Robert ; lecture faite le 14 mai 1909 à l’assemblée générale de la Société pour l’étude de la participation aux bénéfices, 1909
- Les institutions de prévoyance des grandes compagnies de chemin de fer et de quelques établissements industriels, au nom de la Société pour l’étude pratique de la participation aux bénéfices, 23-24 novembre 1912, 1912
- La participation aux bénéfices : exposé des différentes méthodes adoptées, pouvant servir de guide pratique pour l’application du régime, préface de Paul Delombre, 1912
- La défense de la patrie,
- Ombres glorieuses, 1914
- Ombres glorieuses (Le Drapeau), 2e édition, 1917
- La participation aux bénéfices : étude d’ensemble présentée au congrès de Bordeaux au nom de la Société pour l’étude pratique de la participation aux bénéfices, 23-24 novembre 1912, 1916
- M. Ernest Beudin, notice biographique, 1917
- La participation aux bénéfices ; étude d’ensemble d’après l’état actuel des applications de ce mode de rémunération du travail, 2ème édition, 1921,
- Charles Robert : sa vie, son œuvre, préface de Paul Delombre, 2 volumes, 1927-1931

## Sources
- Otto Lorenz, Catalogue général de la librairie française, tome 19, 1909 (33)
- Bulletin de la Société pour l’étude pratique de la participation aux bénéfices, 1933, texte du discours de Georges Provôt
- Le Temps du 27 septembre 1933
- Le Journal des débats du 27 septembre 1933